# Desa Bodag (administrativ by i Indonesien, lat -7,72, long 111,63)
Desa Bodag är en administrativ by i Indonesien.   Den ligger i provinsen Jawa Timur, i den västra delen av landet, 600 km öster om huvudstaden Jakarta.